# Colline Santa Lucia de Santiago
La colline Santa Lucía de Santiago du Chili est une petite colline située dans le centre de Santiago du Chili au sommet de laquelle se situe le Castillo Hidalgo. Limitée au sud par l'avenue de l'Alameda del Libertador Bernardo O'Higgins (où se trouve la station de métro portant le nom de la colline), à l'ouest par les rues Santa Lucia, Merced et Victoria Subercaseaux. Elle culmine à 630 mètres d'altitude et possède une hauteur de 70 mètres. Sa superficie totale est de 65 300 m².
Cette colline est la cheminée d'un volcan.

## Histoire
Avant l'arrivée des Espagnols, la colline se nomme Huelén, ce qui signifie en Mapuche douleur, mélancolie ou tristesse. Son nom actuel vient du saint du jour où Pedro de Valdivia prit la colline le 13 décembre, le jour de la sainte Lucie.
Quand les conquistadores arrivent dans la vallée de la rivière Mapocho, ils utilisent cette colline comme un point de surveillance des peuples autochtones. Durant la Reconquista (1814-1817), le général Casimiro Marcó del Pont (dernier gouverneur espagnol de la Capitainerie générale du Chili) y fait construire deux batteries de défense : la Marcó et la Castillo Hidalgo en 1820.
Au XIXe siècle la colline connaît de grandes transformations dues aux divers plans urbains. Pour célébrer le centième anniversaire de l'indépendance en 1910, la colline fait l'objet de nombreux travaux comme la création de chemins, de places, de fontaines, d'une plateforme édifiée au sommet, et surtout un reboisement. Elle devient alors un parc. Benjamín Vicuña Mackenna dirigea les travaux.
Au début du XXIe siècle ont lieu d'autres aménagements : remplacement du système d'éclairage public et installation de restaurants. Traditionnellement, des coups de canon au sommet de la colline annonçaient la mi-journée. Cependant la pollution sonore engendrée a obligé à faire cesser ces tirs.
La colline Santa Lucia a été déclarée monument national le 16 décembre 1983 par le Décret du Ministère de l'Éducation publique n° 1636.

## Curiosités
Sur la colline se trouve un monument de deux mètres de long, fait en pierre, avec un extrait du texte que Pedro de Valdivia envoya à Charles Quint, le quatre septembre 1545, où il décrit les richesses du pays conquis.

## Les lieux notables de la colline Santa Lucía

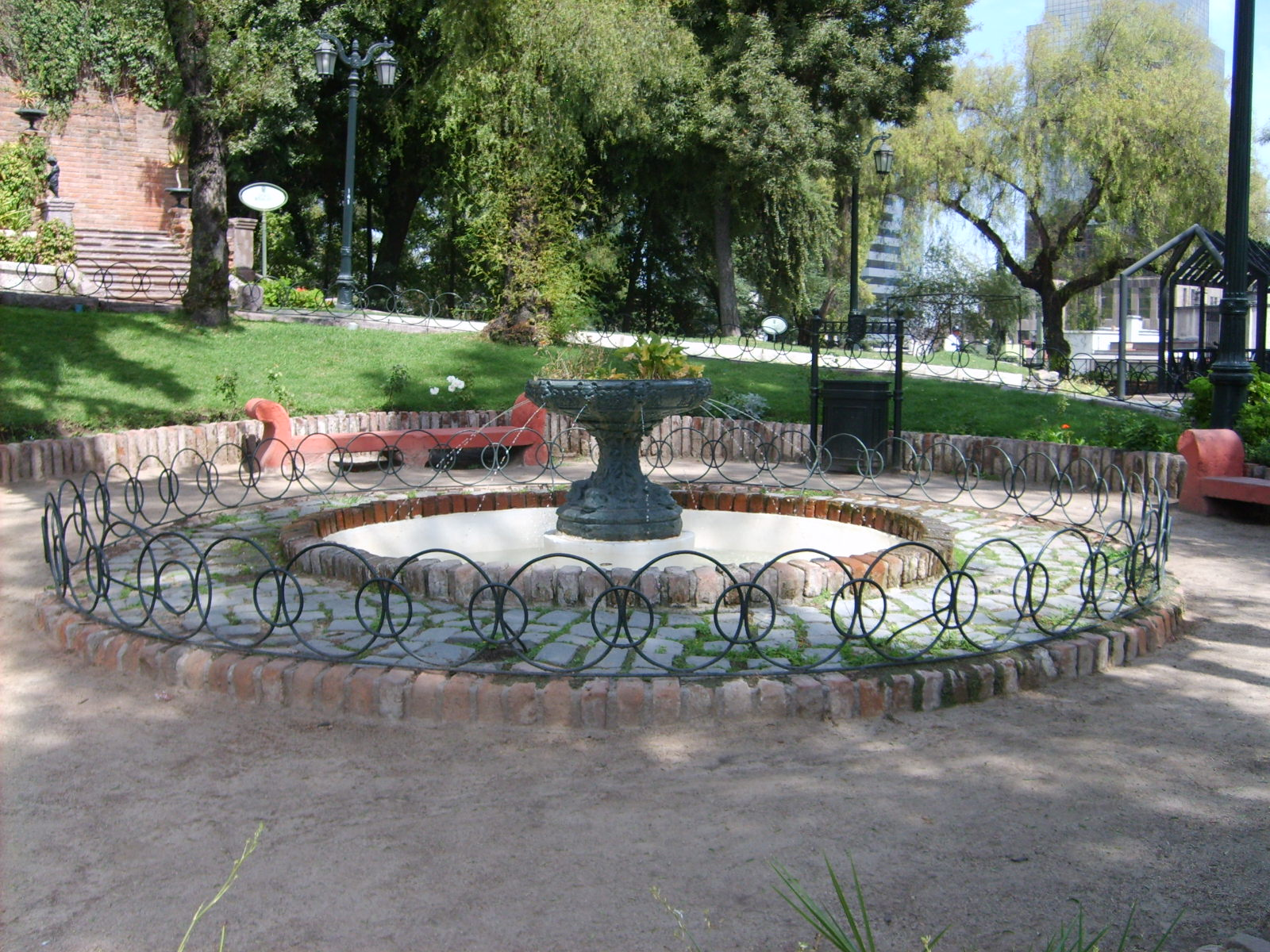
Fontaine du Patio Circular.
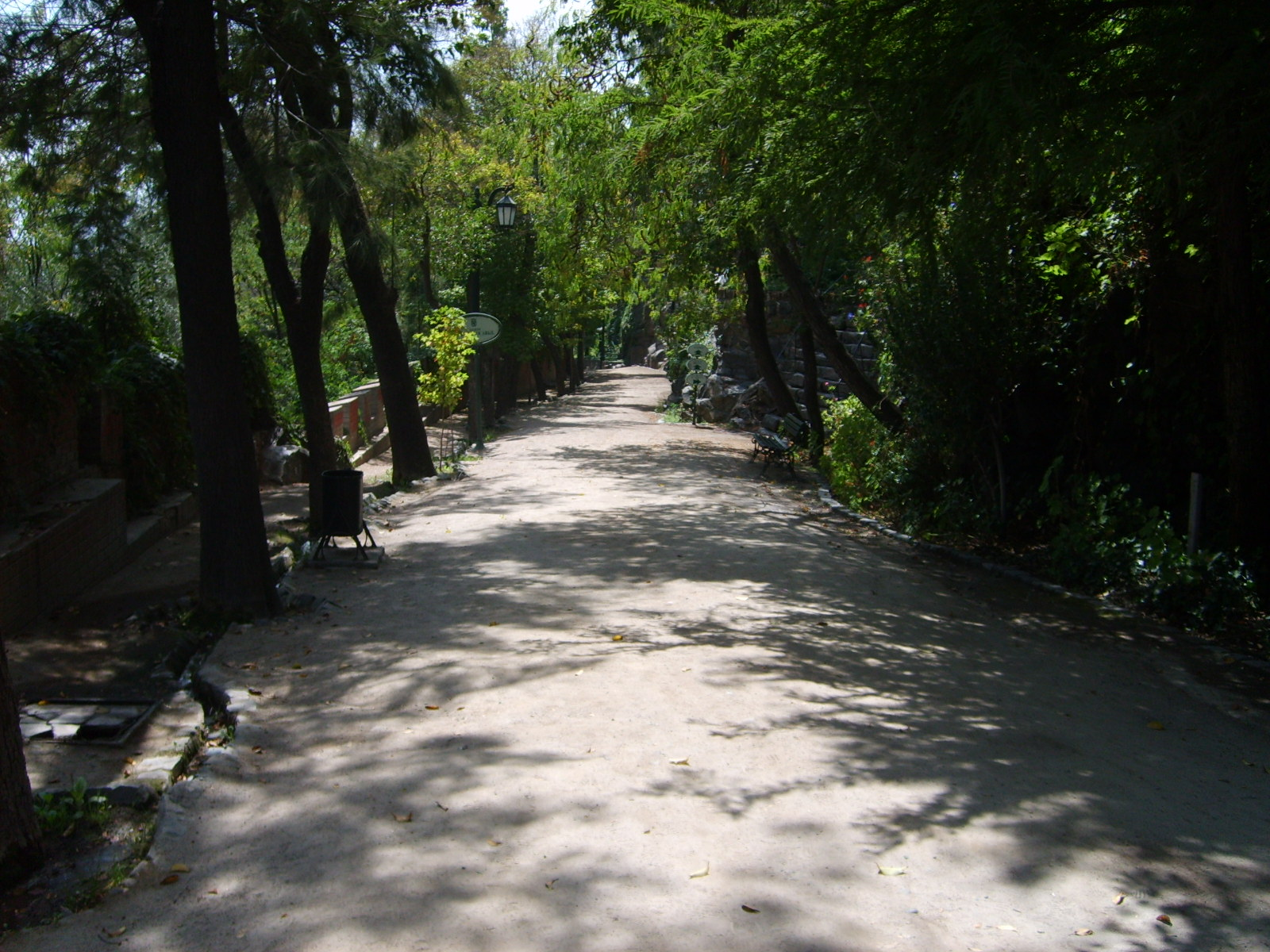
Ancien site du chemin de fer.
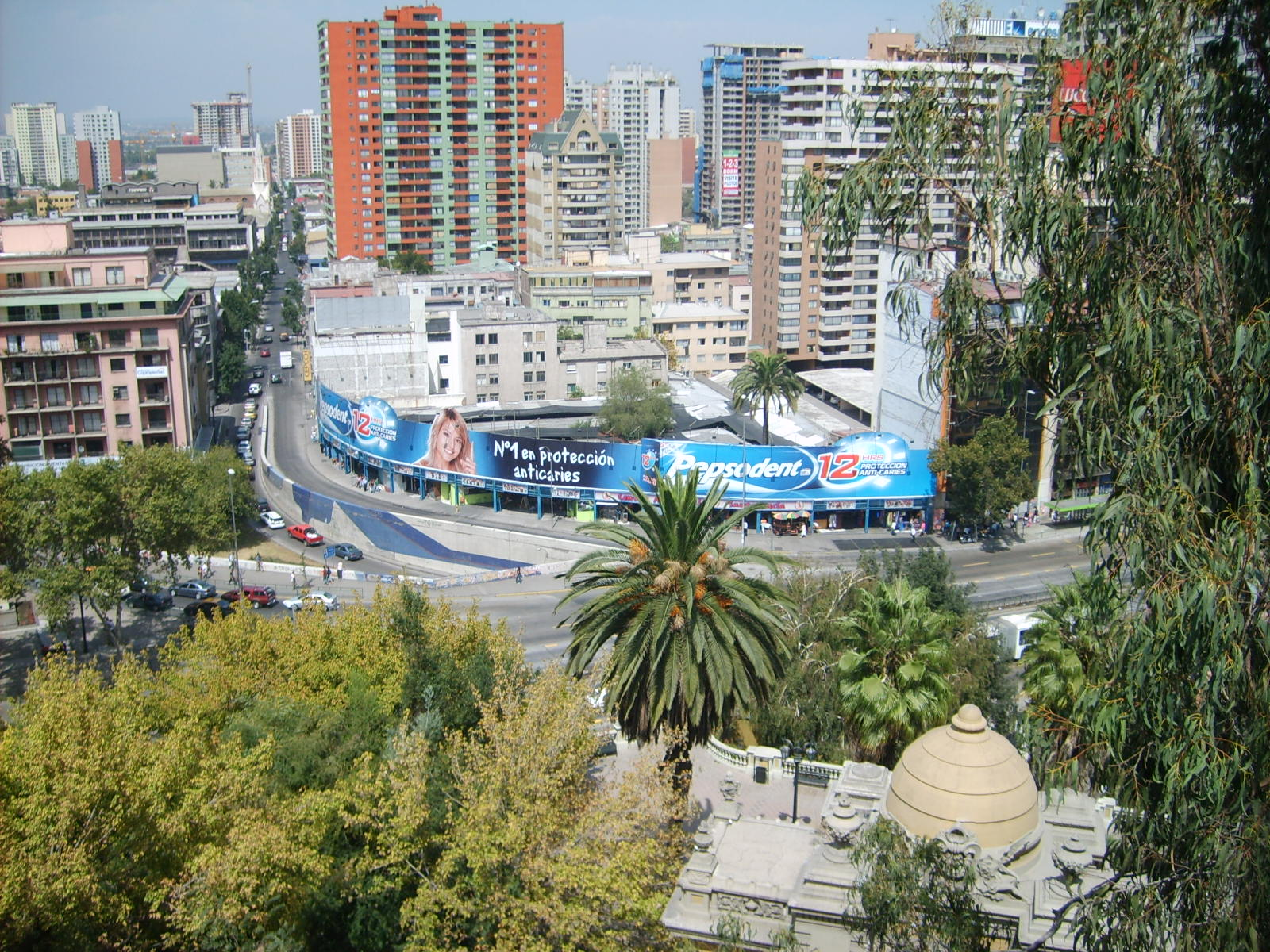
Vue panoramique, depuis la colline Santa Lucía, vers l'Alameda.
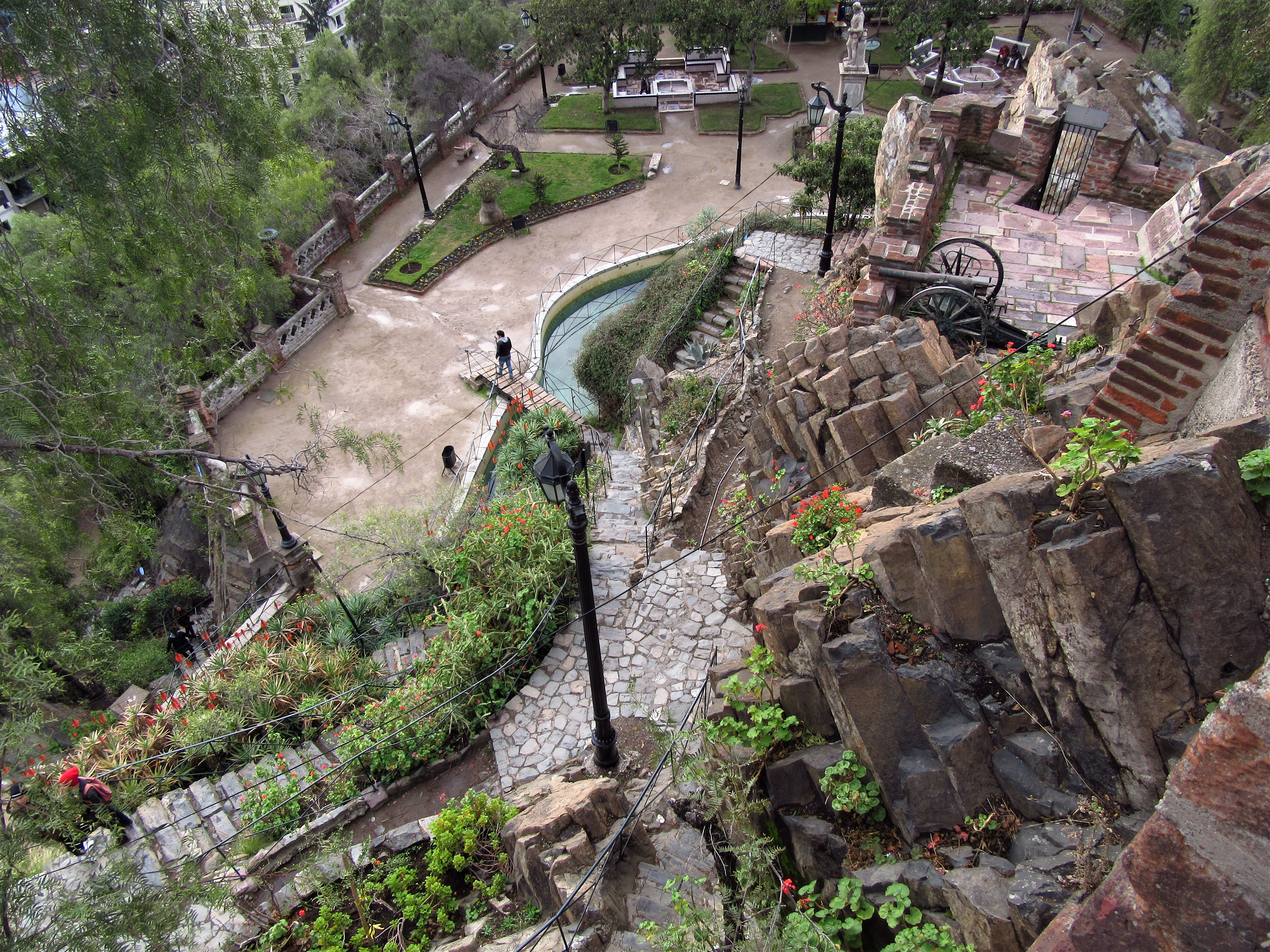
Vue panoramique de la Plaza Pedro de Valdivia.
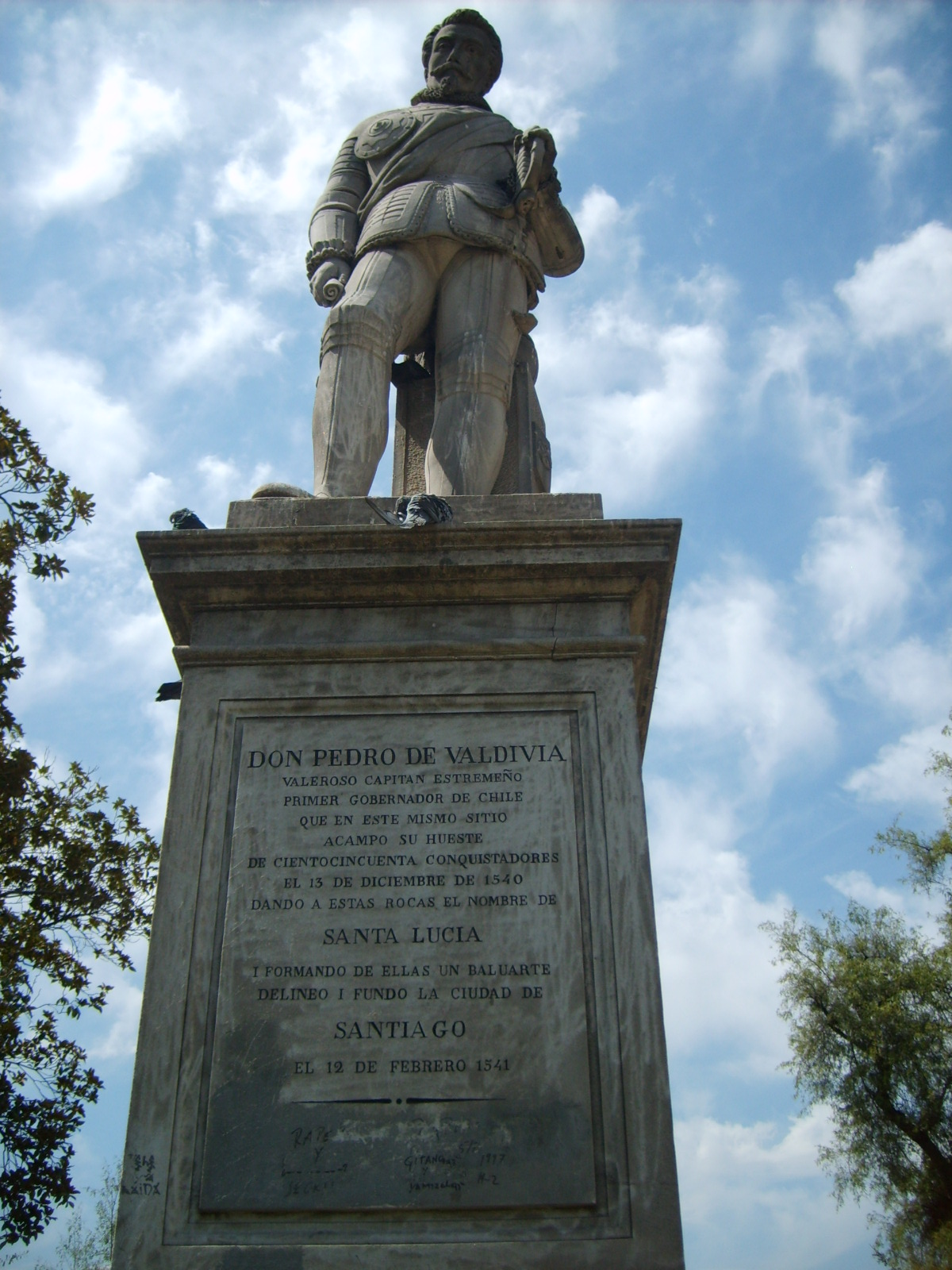
Monument à Pedro de Valdivia
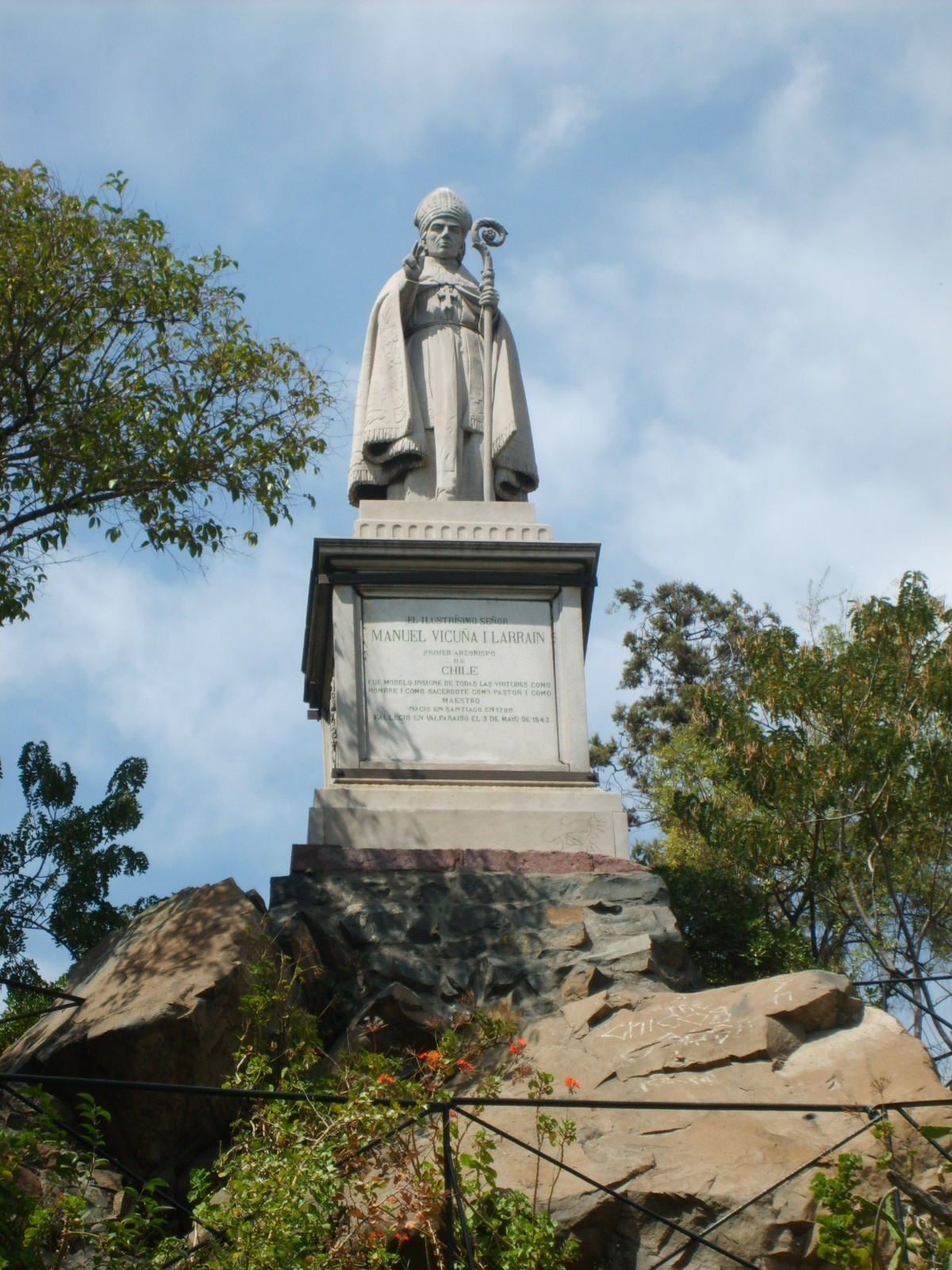
Monument de l'archevêque Manuel Vicuña Larrain.
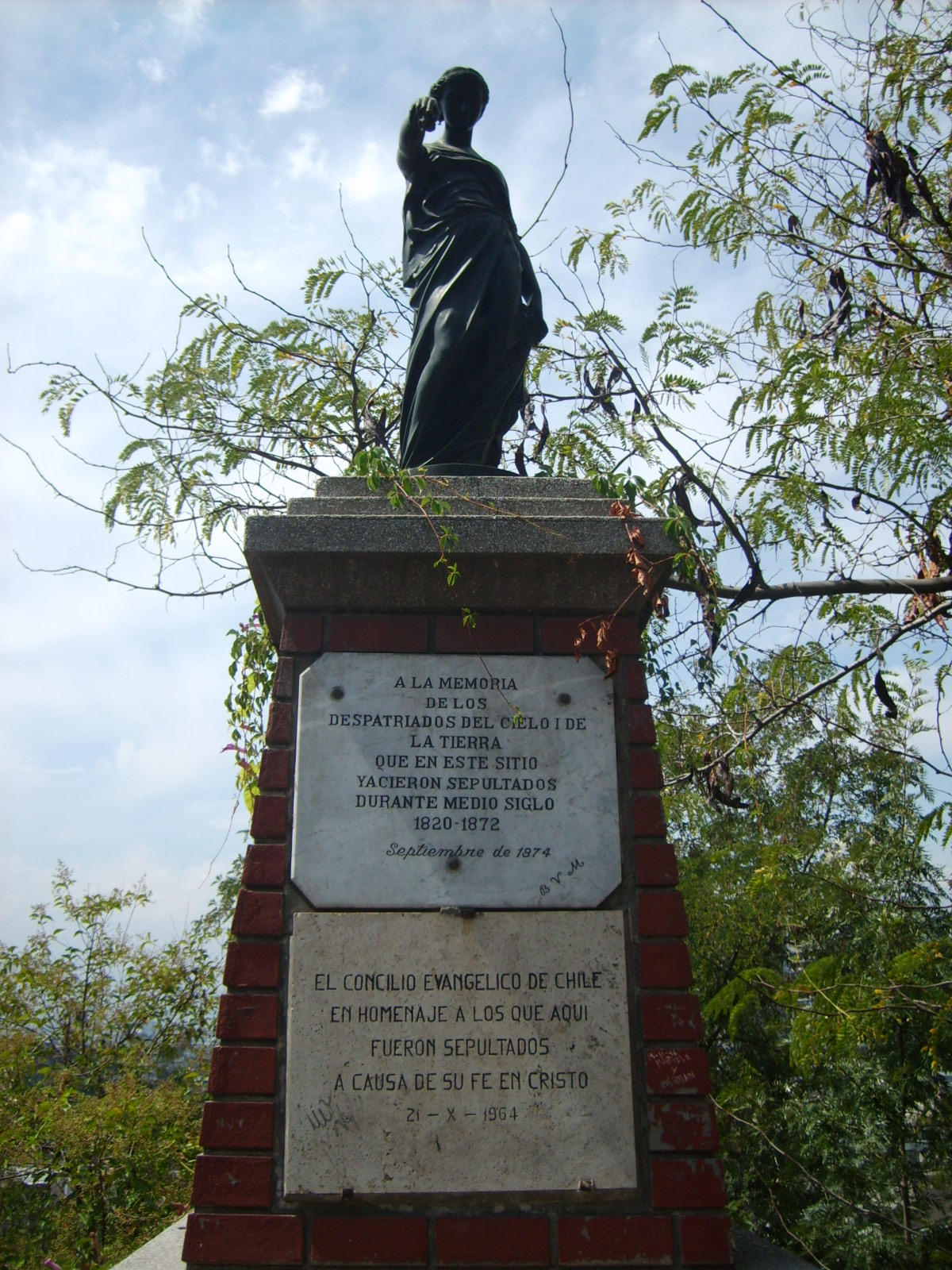
Monument aux protestants, athées et suicidés.
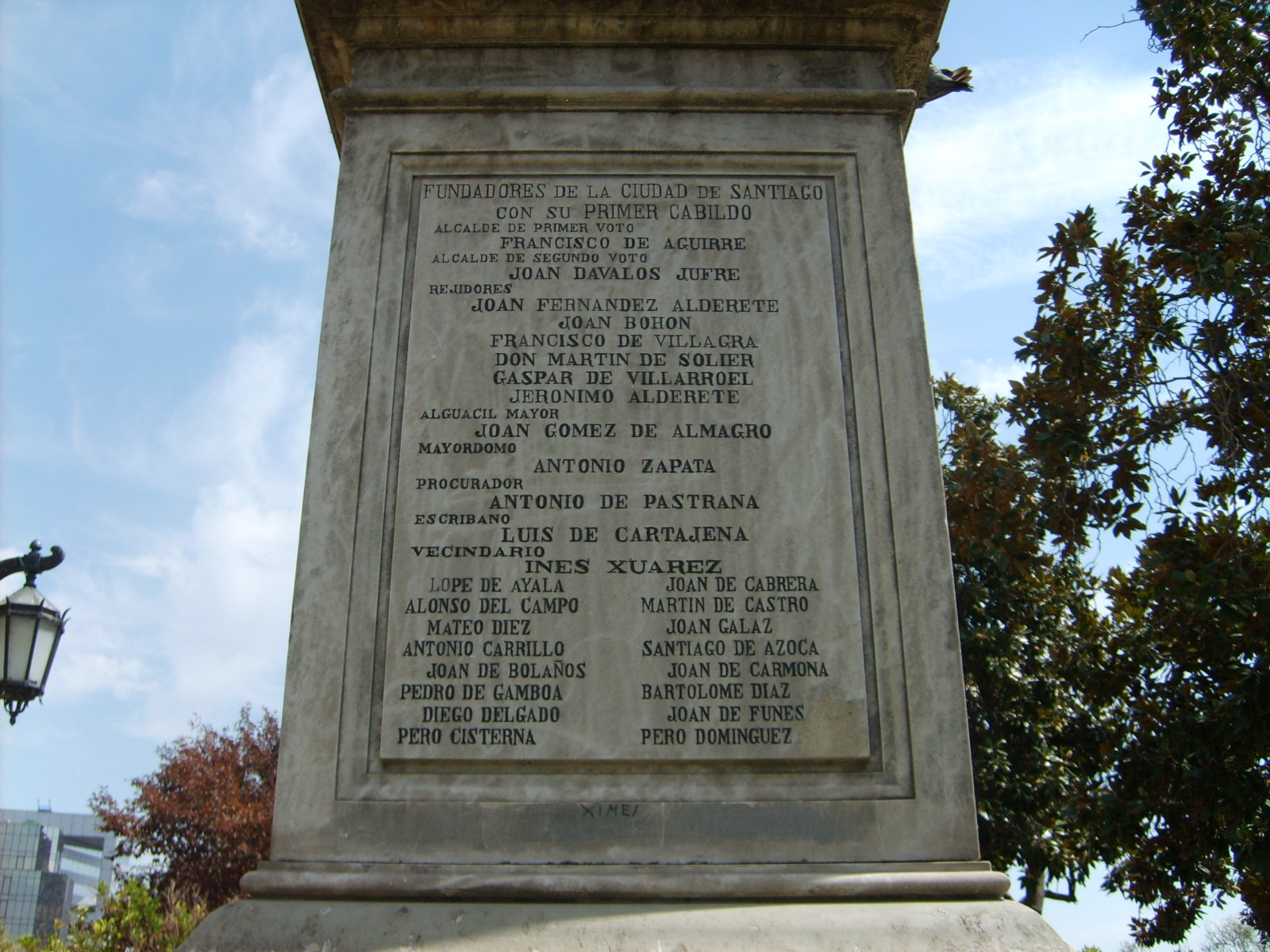
Liste des noms des fondateurs de Santiago lors du premier cabildo ouvert.